# 針孔旅社
《針孔旅社》（英語：Vacancy）是一部2007年美國砍杀电影，由尼莫洛德·安塔爾執導，馬克·L·史密斯編劇。凱特·貝琴薩和盧克·威爾遜飾演一對已婚夫婦，他們的車拋錨後在汽車旅館入住，很快就被拍摄虐杀电影的蒙面殺手盯上。本片由發行商幕寶電影公司於2007年4月20日發行。

## 劇情
在参加完家庭聚会回家的路上，濒临离婚的戴维·福克斯和埃米·福克斯在一条偏僻的山路上拐错了弯。汽车抛锚后，他们来到一家老旧的汽车修理厂。一位机械师帮他们修好了车。离开后不久，他们的车又坏了。他们没有手机信号，便步行回到修车厂，却发现修车厂已经关门了。于是他们走到近旁的汽车旅馆寻求帮助。当他们来到前台时，听到从前台后面的房间里传出一声刺耳的尖叫，后来发现原来是从电视机里传出来的。汽车旅馆经理梅森关掉电视，解释说街对面的汽车修理厂要到明天早上才开门，于是他们订了一个房间过夜。
戴维和埃米准备上床睡觉时，被他们的房门和隔壁房间的门巨大的拍打声惊动了。戴维去前台向梅森投诉，梅森却说他们是他今晚仅有的客人。回到房间后，戴维观看了一盘留在房间录像机里的录像带，起初似乎是一部恐怖片，但后来意识到这是一部在他们房间里拍摄的虐杀电影。戴维搜索了房间，发现了多个隐藏的監視器，梅森正在监视他们。录像显示，之前的客人被两名男子袭击，然后被他们杀害。
戴维和埃米逃出房间来到树林，却遇到两个戴面具的男子，于是他们回到房间锁上门。在浴室里，他们震惊地发现了埃米留在车里的吃了一半的苹果。戴维跑到汽车旅馆的公共電話亭拨打911，但却是梅森接听的电话。突然，蒙面人开车撞向电话亭，戴维侥幸逃回房间。几分钟后，戴维和埃米听到一辆卡车驶入停车场。他们从窗户里向司机求救，但很快就发现他其实是梅森的同伙。然后，他们在浴室里发现了一个活板门，通向汽车旅馆不同房间的不同通道。他们最终来到了经理的房间。埃米刚一报警，就被梅森打断。
在蒙面人的跟踪下，他们潜回地道，换了一条路线，最后来到汽车旅馆对面的汽车修理厂。与此同时，一名警长赶来，原来警方追踪定位了埃米报警的电话。在搜查其中一个房间时，他看到了一部虐杀电影，于是明白了这里发生的事情。戴维和埃米跑向他，三人准备开车离开，却发现警车的发动机电线被切断了。警官下车检查时，蒙面人杀死了他。戴维和埃米跑进另一个房间。戴维让埃米藏在天花板上，自己则打算去梅森的办公室拿左轮手枪，但就在他离开时，蒙面人刺伤了他。他在埃米的注视下倒下了。
早上，埃米爬下天花板，发现了杀手的一辆汽车。当她正要开车离开时，一名蒙面男子从车顶上抓住她，慌乱中她将车撞进汽车旅馆，杀死了他和另一名男子（后来证明是之前“帮助”过这对夫妇的机械师）。埃米随后跑进前台，找到了左轮手枪。此时梅森出现了，开始用电话线勒住她的脖子，然后一边用摄像机记录挣扎过程一边殴打她。埃米奋起反击，终于占了上风，开枪打死了梅森。
埃米回到戴维身边，发现他还活着。她回到前台，从梅森的上衣口袋里拿出电话线，连接到电话上拨打911。然后她回到戴维身边，一边安慰他，一边等待警察的到来。

## 演员
- 盧克·威爾遜 饰 戴维·福克斯
- 凱特·貝琴薩 饰 埃米·福克斯
- 法蘭克·華利（英语：Frank Whaley） 饰 梅森
- 伊桑·恩布里 饰 機械師
- 史考特·安德森 饰 杀手

## 制作
2005年3月，宣布哈爾·里伯曼將製作馬克·L·史密斯為幕寶電影公司創作的《針孔旅社》。
在電影制作的早期，曾認為莎拉·潔西卡·帕克將擔任主演。但是，2006年9月，《荷里活報道》宣布簽約貝琴薩。

## 发行
《針孔旅社》首周在2,551個地點上映，票房收入760萬美元，排名第四。上映第二週，影片跌幅達45.9%，跌至第8位。該片在全球的總票房為3530萬美元。

### 家庭媒体
《針孔旅社》於2007年8月14日以DVD形式發行，有全螢幕和變形寬螢幕版本，並配有杜比數位5.1音訊。特別收录包括刪除片段、製作花絮、虐杀电影的完整版本和預告片畫廊。也以藍光光碟和PSP的UMD形式發行。出口澳洲的許多版本都採用索尼DVD「反盜版」技術，導致在大多數DVD播放器（包括索尼DVD播放器）上無法观看。DVD上有尼莫洛德·安塔爾、凱特·貝琴薩和盧克·威爾遜的評論，他們都表示，他們認為這部電影是恐怖類型的一個偉大補充，因為沒有使用血腥來製造恐懼，而是使用了心理恐怖。

### 广告和行销
這部電影的廣告策略利用了互联网和免付費電話號碼。除了在影院和電視上播放的電視廣告和預告片外，免付費電話的聲音聽起來就像是在撥打電影中的汽車旅館一樣。在背景中，可以聽到尖叫聲和老闆的聲音，他告訴打電話的人汽車旅館会“砍”价并提供“殺手級”優惠——如果有空房（vacancy）的話。老闆的聲音是法蘭克·華利的。自2015年8月7日起，免付費電話號碼不再有效。

## 前传
《針孔旅社2》於2008年上映，由馬克·L·史密斯編劇，艾瑞克·布羅斯執導，是一部前傳，重點講述了汽車旅館的員工如何開始折磨他人。該片由安尼斯·布魯克納和特萊沃·懷特主演。